# Aiplspitz
Die Aiplspitz ist ein 1759 m ü. NHN hoher Berg in der Rotwandgruppe östlich des Spitzingsees in den Bayerischen Voralpen. Sie besteht aus Plattenkalk, ihre Ost- und Nordhänge zeigen markante Kare, wegen derer die Aiplspitz als Geotop ausgewiesen ist.

## Name
In alten Karten und Tourenberichten wurde die Aiplspitz mitunter Eibelspitz oder Alplspitz geschrieben. Ihr heutiger Name begegnet in verschiedenen Varianten: die Aiplspitz, die Aiplspitze, auch der Aiplspitz. Die einheimische Bevölkerung im Leitzachtal gebraucht überwiegend die weibliche Form die Aiplspitz. Der Name ist auf das Geitauer Alpl, im Dialekt auch Aibl zurückzuführen.

## Geotop
Die Aiplspitz mit ihren Karen ist vom Bayerischen Landesamt für Umwelt als wertvolles Geotop (Geotop-Nummer: 182R003) ausgewiesen.

## Gipfelanstiege
Die Aiplspitz lässt sich aus allen vier Himmelsrichtungen besteigen:
- von Norden: von Aurach bei Fischbachau über Benzingalm, Jägerkamp, Tanzeck und den W-Grat, AV-Wege 641, 641a und 643, 1200 Hm, 3½ Std, unschwierig bis auf den W-Grat (zwei kurze versicherte Stellen, bei Nässe stellenweise schlammig und rutschig).
- ebenfalls von Norden: von Aurach erst auf gleichem Weg, dann aber bei der Abzweigung kurz vor der Benzingalm nach links zum N-Grat und über diesen zum Gipfel (Trittsicherheit und Schwindelfreiheit unbedingt erforderlich, stellenweise ausgesetzt, unschwierige Blockkletterei und über gerölliges Schrofengelände, teils auch Gehgelände durch Latschen, mehrere kurze Stellen UIAA I, Steinschlaggefahr, ca. 30 min ab dem Punkt 1570 m, an dem die Wege aus dem Aurachtal und von dem Geitauer Alpl den Grat erreichen). Bei Nässe besteht stellenweise Rutschgefahr.
- von Osten: von Geitau bei Osterhofen (Vorort von Bayrischzell) übers Geitauer Alpl und den N-Grat, AV-Weg 643/B5. Bis zum Geitauer Alpl gibt es einen Fahrweg, danach einen Pfad bis zum Beginn des Grates.
- ebenfalls von Osten: von Geitau über Krottentaler Graben/Krottentaler Alm (AV-Weg 644), dann über den O-Grat (AV-Weg 641) oder zum Tanzeck und über den W-Grat (AV-Weg 643). Bis zur Krottentaler Alm gibt es einen Fahrweg, danach einen Wanderweg.
- von Süden: von der Bergstation der Taubensteinbahn am Rauhkopf vorbei zum Tanzeck, dann über den W-Grat.
- von Westen: vom Spitzingsattel entweder Sommerweg (unbeschildert; später AV-Weg Nr. 641A) über den Jägerkamp oder Winterweg (AV-Weg Nr. 643) über Schönfeldalm, dann zum Tanzeck und über den W-Grat.

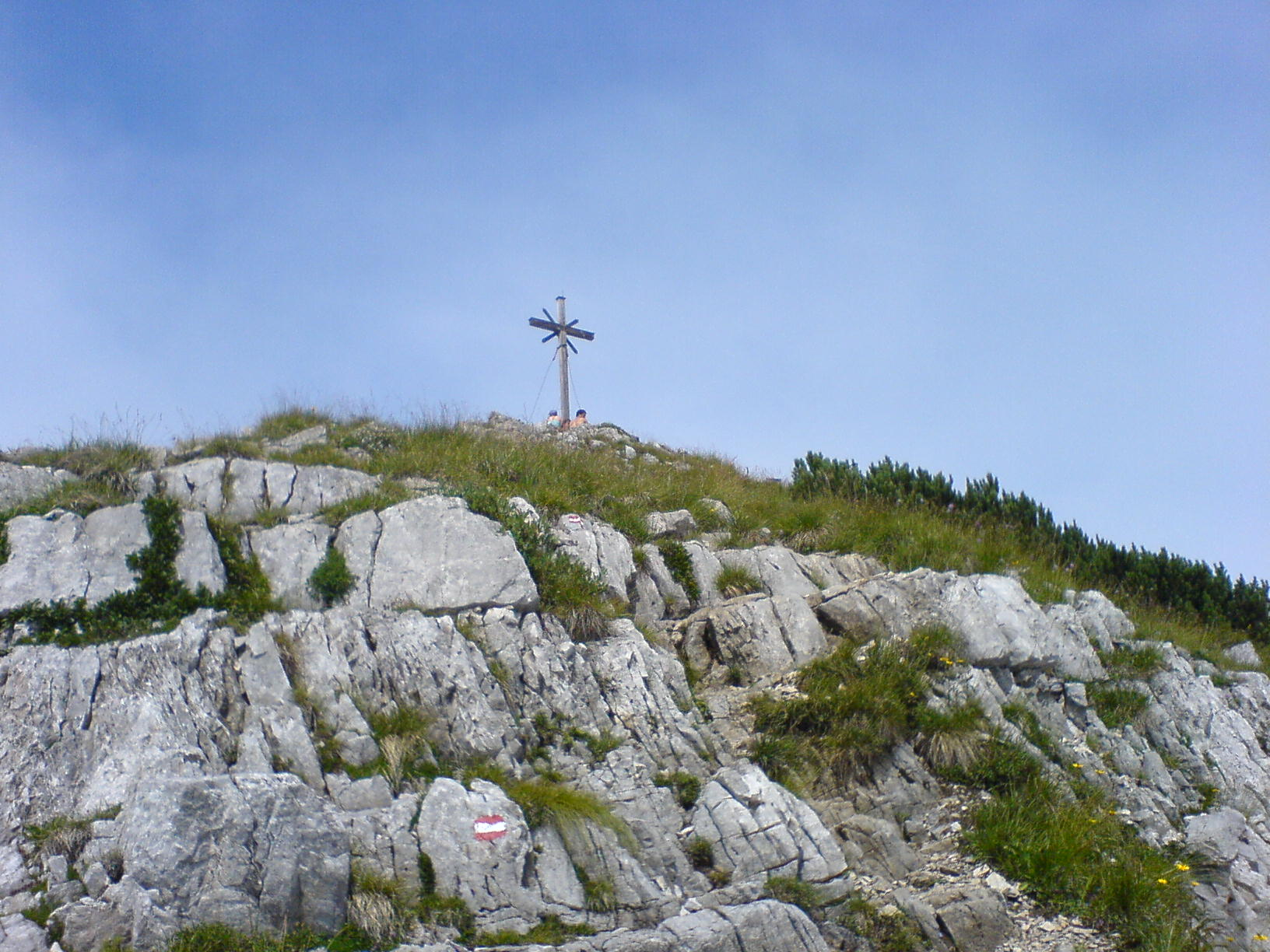
Die Aiplspitz bei der Besteigung über die südliche Route